# Blejești
Blejești es una comuna ubicada en el distrito de Teleorman, Rumania.

## Superficie
Posee una superficie de 87,70 kilómetros cuadrados.

## Demografía
Hasta 2021 la población era de 3655 habitantes, con una densidad de población de 41,68 habitantes por kilómetro cuadrado.